# Kamenovo, Razgrad
Kamenovo (în bulgară Каменово) este un sat în comuna Kubrat, regiunea Razgrad,  Bulgaria. 

## Demografie
Componența etnică a satului Kamenovo
     Bulgari (94,33%)
     Nicio identificare (5,66%)
     Altele (0%)
La recensământul din 2011, populația satului Kamenovo era de 406 locuitori. Din punct de vedere etnic, majoritatea locuitorilor (94,33%) erau bulgari. Pentru 5,66% din locuitori nu este cunoscută apartenența etnică.